# Pittenhart
Pittenhart là một đô thị tại huyện Traunstein bang Bayern, Đức.